# St.-Bernhards-Kapelle (Mainz)

Die St.-Bernhards-Kapelle ist eine moderne Kapelle im Erbacher Hof in Mainz. Sie befindet sich im Bildungszentrum des Bistums Mainz Erbacher Hof in der Grebenstraße.  Als Instrument befindet sich hier eine Henry-Jones-Orgel von 1898 (II, 10/P).